# 핵산 유사체

핵산 유사체(nucleic acid analogues)는 핵염기 종류가 달라졌거나 핵산 골격이 달라진 핵산이다. 의학에서는 뉴클레오사이드 유사체가 항암제 등으로 쓰인다. 핵산은 인산 백본, 오탄당, 리보스 또는 디옥시리보스, 그리고 4개의 핵염기 중 하나의 세 부분으로 구성된 뉴클레오티드 사슬이다. 유사체는 이들 중 하나를 변경했을 수 있다. 일반적으로 유사 핵염기는 무엇보다도 다양한 염기 쌍 형성 및 염기 적층 특성을 부여한다. 예로는 4개의 표준 염기 모두와 쌍을 이룰 수 있는 범용 염기와 사슬의 특성에 영향을 미치는 PNA와 같은 인산염-당 골격 유사체가 포함된다(PNA는 삼중 나선을 형성할 수도 있음). 핵산 유사체는 제노 핵산이라고도 하며 대체 생화학을 기반으로 한 새로운 자연 형태의 생명체 설계인 제노생물학의 주요 기둥 중 하나를 나타낸다.
인공 핵산에는 펩타이드 핵산(PNA), 모르폴리노 및 잠금 핵산(LNA)뿐만 아니라 글리콜 핵산(GNA), 트레오스 핵산(TNA) 및 헥시톨 핵산(HNA)이 포함된다. 이들 각각은 분자 골격의 변화로 인해 자연 발생 DNA 또는 RNA와 구별된다. 그러나 유전자의 고분자 전해질 이론은 유전 분자가 기능하려면 전하를 띤 백본이 필요하다고 제안한다.

## 같이 보기
- 핵염기
- 핵산
- 비단백질성 아미노산
- 하치모지 DNA